# آدا بالمر
آدا بالمر (بالإنجليزية: Ada Palmer)‏‏ (1981 - ) مؤرخة، وروائية، وكاتِبة من الولايات المتحدة.

## الجوائز
- جائزة جون كامبل جورج لأفضل كاتب جديد  [لغات أخرى]‏